# Église Saint-Médard de Gouy
L'église Saint-Médard de Gouy est une église située à Gouy, en France.

## Description

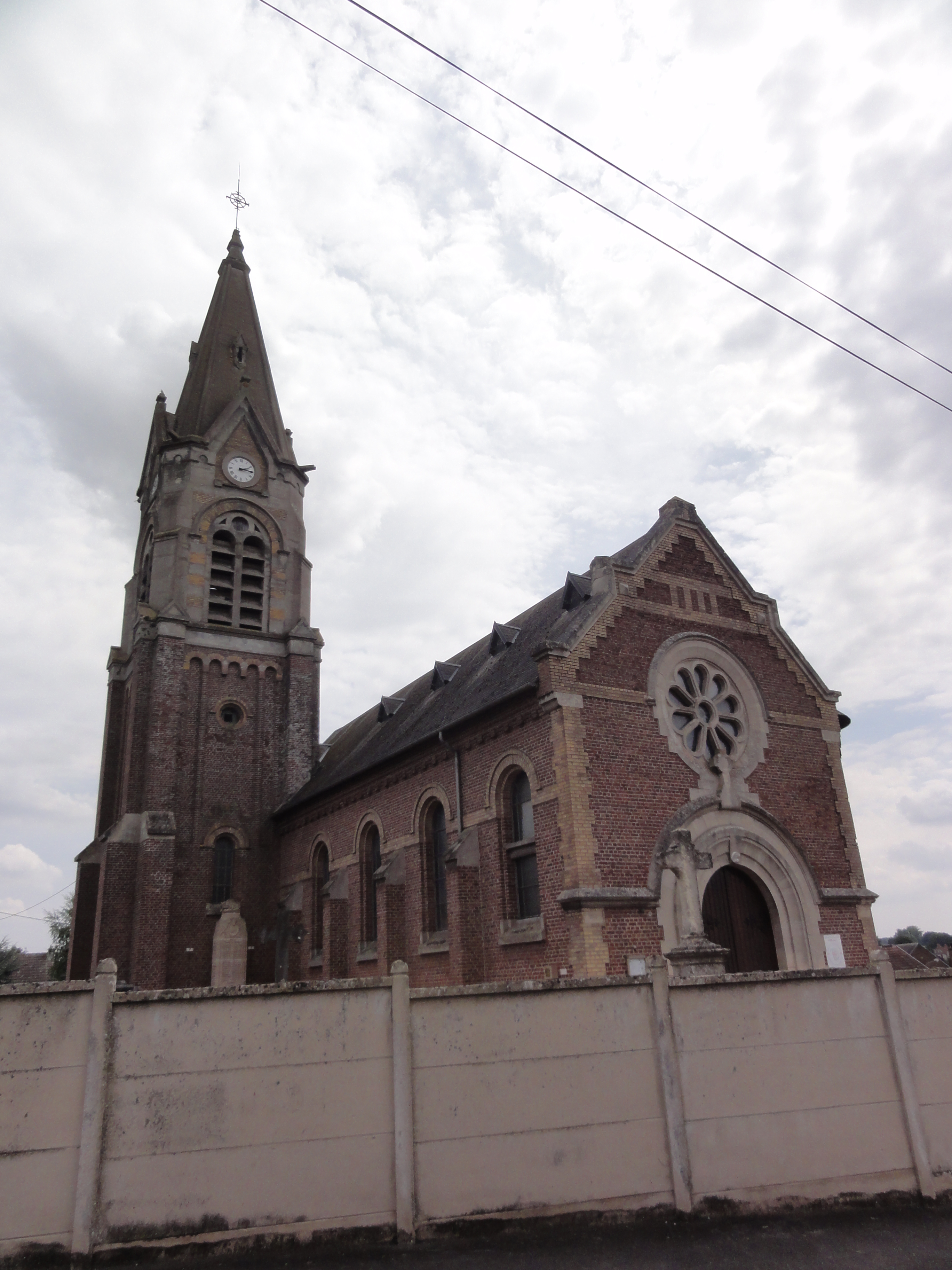
L'entrée et la nef

## Localisation
L'église est située sur la commune de Gouy, dans le département de l'Aisne.